# Frank Longstaff
Frank Longstaff (né le 11 novembre 1998) est un coureur cycliste britannique, originaire d'Angleterre. Il participe à des compétitions sur route et sur piste.

## Biographie
Frank Longstaff prend sa première licence au Colchester Rovers Cycling Club. Doté d'un gabarit plutôt imposant, il se décrit avant tout comme un sprinteur. Il termine notamment quinzième du kilomètre aux championnats d'Europe juniors en 2015. Deux ans plus tard, il devient vice-champion de Grande-Bretagne du scratch chez les élites. Il obtient également diverses victoires dans des épreuves nationales sur route.  
Lors de la saison 2024, il est sacré champion de Grande-Bretagne de l'américaine, aux côtés de son coéquipier Tom Ward. Il s'impose par ailleurs sur une étape du Tour d'Albanie, dans le calendrier de l'UCI Europe Tour

## Palmarès sur route

### Par année
- 2017
  - SDCC Woodbridge Circuit
- 2024
  - 2e étape du Tour d'Albanie
  - LVYCC Senior Race
  - 1re et 3e étapes de la Sherpa Performance Stage Race
- 2025
  - March Hare Classic
  - 2e du Dawlish Grand Prix
  - 3e du Colne Grand Prix

### Classements mondiaux
| Année           | 2024   |
| --------------- | ------ |
| UCI Europe Tour | 1 421e |

## Palmarès sur piste

### Championnats nationaux
- 2017
  - 2e du championnat de Grande-Bretagne du scratch
- 2024
  -  Champion de Grande-Bretagne de l'américaine (avec Tom Ward)
  - 3e du championnat de Grande-Bretagne de l'omnium